# 联洋广场

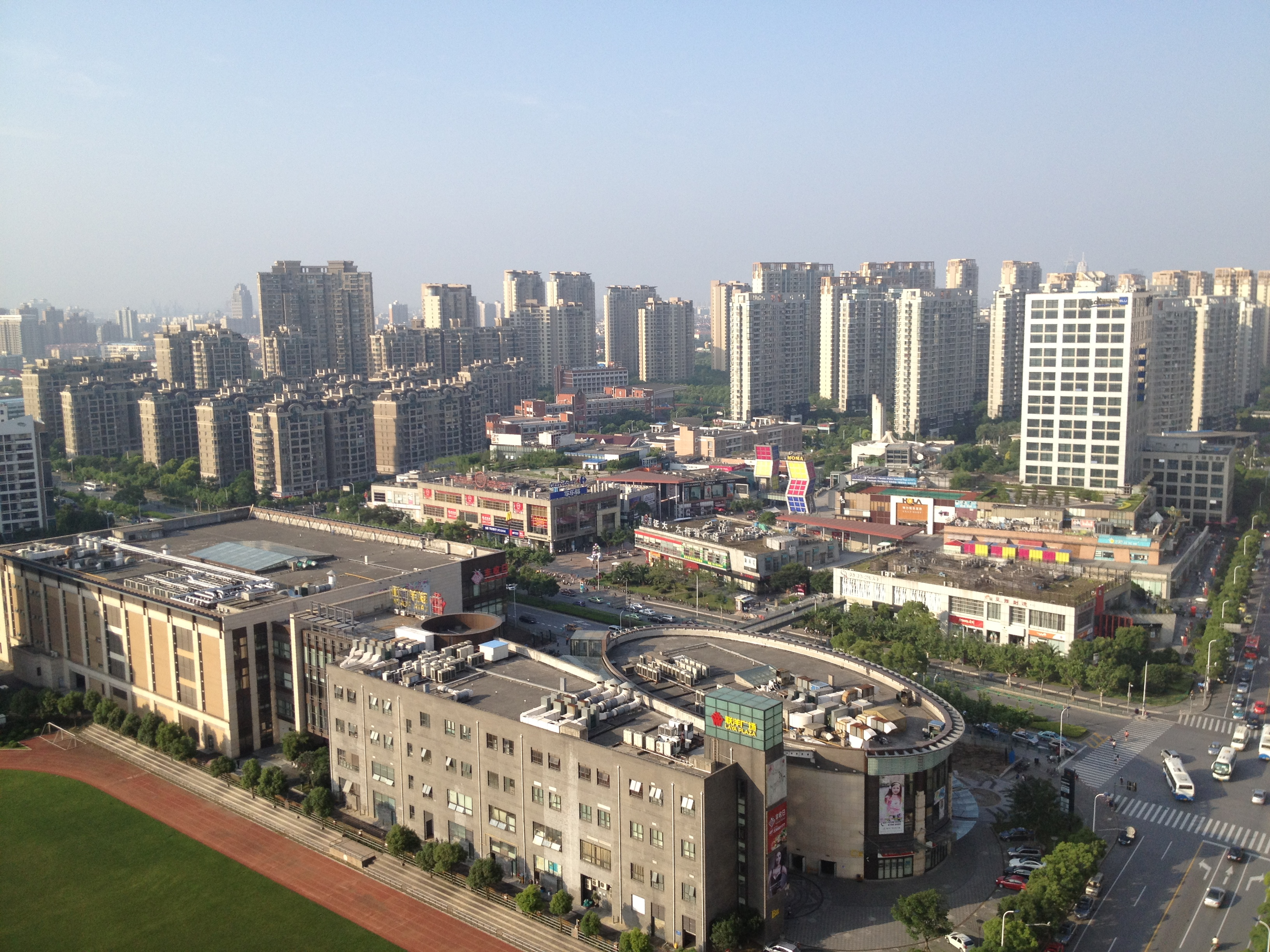
图中，马路离拍摄点较近的建筑为联洋广场，马路对面为大拇指广场。

联洋广场（英語：Lianyang Plaza），是中国上海市浦东新区花木街道联洋新社区的一个购物广场，与大拇指广场一路之隔。

## 历史
2008年12月24日开业，开发商為上海联洋集团，总面积7万平方米。较为著名的商户有俏江南、避风塘、苏浙汇、老克勒上海菜、可颂坊、百思买（已关闭）等。

## 鄰近
- 大拇指广场
- 上海聯洋宜必思酒店